# Morti nel 1162
| Questa pagina contiene informazioni ricavate automaticamente dalle voci biografiche con l'ausilio del template Bio e di un bot. L'aggiornamento è periodico e automatico e ricostruisce completamente la pagina. Se manca una persona in questa lista, sei pregato di non aggiungerla, ma accertati piuttosto che la sua voce biografica contenga il template Bio e che i dati anagrafici siano correttamente compilati. Se il template Bio manca, inseriscilo tu stesso o, in alternativa, metti l'avviso {{tmp\|Bio}} che ne segnala la mancanza. Se i dati riportati sono sbagliati, correggi direttamente la voce biografica; le modifiche saranno visibili in questa lista entro pochi giorni. Per chiarimenti vedi il progetto biografie. La lista contiene solo le 16 persone che sono citate nell'enciclopedia e per le quali è stato implementato correttamente il template Bio. Pagina aggiornata al 18 ago 2025. |

- 18 febbraio - Teotonio di Coimbra, abate e santo portoghese (n. 1082)
- 19 maggio - Federico VI di Goseck, nobile tedesco
- 31 maggio - Géza II d'Ungheria, re ungherese (n. 1130)
- 27 giugno - Oddone II di Borgogna, duca (n. 1118)
- 29 luglio - Ghigo V d'Albon, nobile francese
- 6 agosto - Raimondo Berengario IV di Barcellona, conte (n. 1113)
- 7 agosto - Haakon II di Norvegia, re norvegese (n. 1147)
- 30 dicembre - Lorenzo da Frazzanò, monaco cristiano e presbitero italiano (n. 1120)
- Adalberto di Pomerania, vescovo cattolico polacco
- Enrico Aristippo, letterato, religioso e traduttore italiano
- Auger de Balben, francese
- Oberto da Dovara, vescovo cattolico e generale italiano
- Odone Fattiboni, cardinale e vescovo cattolico italiano
- Federico II di Tubinga, nobile tedesco
- Gilbert de Lacy, nobile britannico
- Hugh de Morville, Lord Cunningham, nobile normanno